# Санта-Северина
Санта-Северина (итал. Santa Severina) — коммуна в Италии, располагается в регионе Калабрия, подчиняется административному центру Кротоне. Первые заметки об этом городе относятся к V веку. Санта-Северина была основана греками.
Население составляет 2326 человек, плотность населения составляет 46 чел./км². Занимает площадь 51 км². Почтовый индекс — 88832. Телефонный код — 0962.
Покровительницей коммуны почитается святая Анастасия Римская, празднование 29 октября.

## Достопримечательности
В Санта-Северине находится самый древний памятник византийской культуры в Италии — это Баптистерий. Также к древнейшим памятникам в Санта-Северине относится церковь Св. Филомены, и самыми главными достопримечательностями являются Норманнский замок и Собор св. Анастасии.

## Города-побратимы
- Румыния, Мангалия